# Circuit Castelnovese
El Circuit Castelnovese és una competició ciclista italiana d'un sol dia i que es disputa anualment a Castelnuovo Scrivia, a la província d'Alessandria.
Creada el 1964 amb el nom de Corsa di Coppi, actualment està reservada a ciclistes de categoria sub-23 i amateurs.

## Palmarès parcial
| Any       | Vencedor            | Segon              | Tercer             |
| --------- | ------------------- | ------------------ | ------------------ |
| 1964      | Michele Dancelli    | Italo Zilioli      | Vittorio Adorni    |
| 1965      | Gianni Motta        | Franco Bitossi     | Imerio Massignan   |
| 1966      | Felice Gimondi      | Michele Dancelli   | Franco Bitossi     |
| 1967      | Michele Dancelli    | Luciano Galbo      | Wladimiro Panizza  |
| 1976      | Andrea Saviotti     |                    |                    |
| 1977-1980 | ?                   | ?                  | ?                  |
| 1981      | Sandro Lerici       |                    |                    |
| 1982      | Fabrizio Vitali     |                    |                    |
| 1983      | ?                   | ?                  | ?                  |
| 1984      | Gino Lo Campo       |                    |                    |
| 1985      | Bruno Cenghialta    | Enrico Pezzetti    | Flavio Chesini     |
| 1986      | Walter Zini         |                    |                    |
| 1987      | Ettore Manenti      | Franco Toia        | Fabio Ravaglia     |
| 1988      | Ilario Guzzon       | Fabrizio Ghirardi  | Sergio Tolo        |
| 1989      | Mirko Bruschi       |                    |                    |
| 1990      | Mauro Radaelli      |                    |                    |
| 1991      | Stefano Faustini    |                    |                    |
| 1992      | Emanuele Brunazzi   |                    |                    |
| 1993      | Alberto Destro      |                    |                    |
| 1994      | Marco Bellini       |                    |                    |
| 1995      | Ermanno Tonoli      |                    |                    |
| 1996      | Stefano Zorza       |                    |                    |
| 1997      | Arnoldas Saprykinas | Fabio Carolino     | Antonio Salomone   |
| 1998      | Mauro Trentini      |                    |                    |
| 1999      | Nicola Chesini      | Ivan Tonelli       | Roman Luhovyy      |
| 2000      | Simone Cadamuro     |                    |                    |
| 2001      | Christian Murro     |                    |                    |
| 2002      | Simone Lo Vano      | Manuel Dell'Acqua  | Roberto Tagliabue  |
| 2003      | Stefano Bonini      | Marco Baro         | Marco Corsini      |
| 2004      | Clemente Cavaliere  | Diego Nosotti      | Antonio Marotti    |
| 2005      | Marco Cattaneo      |                    |                    |
| 2006      | Enrico Rossi        |                    |                    |
| 2007      | Cristiano Fumagalli | Bernardo Riccio    | Gianluca Massano   |
| 2008      | Paolo Tomaselli     | Marco Giani        | Gianluca Massano   |
| 2009      | Daniele Canziani    | Gianluca Maggiore  | Marcello Franzini  |
| 2010      | Federico Rocchetti  | Azamat Turaev      | Davide Pacchiardo  |
| 2011      | Stefano Perego      | Eugenio Alafaci    | Flavio Valsecchi   |
| 2012      | Niccolò Bonifazio   | Edoardo Costanzi   | Mattia Pozzo       |
| 2013      | Niccolò Bonifazio   | Nicolas Marini     | Rino Gasparrini    |
| 2014      | Mattia De Mori      | Jakub Mareczko     | Luca Pacioni       |
| 2015      | Luca Pacioni        | Marco Gaggia       | Stefano Perego     |
| 2016      | Jacopo Mosca        | Damiano Cima       | Alessandro Pettiti |
| 2017      | Francesco Messieri  | Jalel Duranti      | Ottavio Dotti      |
| 2018      | Umberto Marengo     | Alexander Konychev | Filippo Tagliani   |
| 2019      | Veljko Stojnić      | Sergey Rostovtsev  | Stefano Frigerio   |